# La macchina infernale
La macchina infernale (The Infernal Machine) è un film del 2023 diretto da Andrew Hunt e basata sul saggio The Hilly Earth Society di Louis Kornfeld.

## Trama
Bruce Cogburn è uno scrittore solitario che decide di uscire allo scoperto quando inizia a ricevere lettere da un fan molto ossessivo. Bruce comincia quindi a cercare di scoprire chi si cela dietro alle lettere e cercando di decifrare i messaggi criptici lasciati dal misterioso mittente ritrovandosi in un pericoloso labirinto.

## Distribuzione
Il film è stato distribuito nelle sale cinematografiche italiane a partire dal 23 febbraio 2023..